# پیتر کوبلکا
پیتر کوبلکا (انگلیسی: Peter Kubelka؛ زادهٔ ۲۳ مارس ۱۹۳۴) هنرمند و کارگردان فیلم، و جودوکار متولد وین اهل اتریش است.